# Ceraeochrysa gradata
Ceraeochrysa gradata är en insektsart som först beskrevs av Navás 1913.  Ceraeochrysa gradata ingår i släktet Ceraeochrysa och familjen guldögonsländor. Inga underarter finns listade i Catalogue of Life.